# Tata Steel
Tata Steel även känt som TISCO (Tata Iron and Steel Company Limited), indisk stålkoncern bildad 1907 som ingår i Tata Group. Huvudkontoret ligger i Bombay.

## Företagsfakta
1907 grundades Tata Steel som Indiens första ståltillverkning i Jamshedpur och grundades precis som Tata group av  Jamsetji Tata. Han hann dock avlida innan produktionen startade. Redan vid produktionsstarten 1912 använde man sig av åtta timmars arbetsdag. Förutom produktion i Jamshedpur finns man idag genom uppköp på flera andra platser i världen, bland annat i Sverige genom ägandet av Surahammars Bruk. Tata steel tillverkar idag dryg nio miljoner ton stål i Indien och drygt 21 miljoner ton världen över och är därmed världens femte största ståltillverkare. 

## Övertagande av Corus
Den 20 oktober 2006 gick Tata Steel ut med att de ville köpa hela aktieinnehavet i engelsk-holländska ståltillverkaren Corus Group till priset av 455 pence per aktie vilket skulle bli en totalsumma på 4,3 miljarder brittiska pund. Knappt en månad senare (19 november 2006) gick den brasilianska ståltillverkaren Companhia Siderúrgica Nacional (CSN) ut med ett motbud på 475 pence per aktie. Budet höjdes av Tata till 500 och strax därefter till 515 av CSN. Den 31 januari 2007 vann till slut Tata Steel kampen genom att erbjuda 600 pence per aktie, totalt 6,8 miljarder pund. I och övertagandet blev man därmed världens femte största ståltillverkare.
1. ↑  hämtat från: engelskspråkiga Wikipedia.[källa från Wikidata]